# Casa di Paccius Alexander

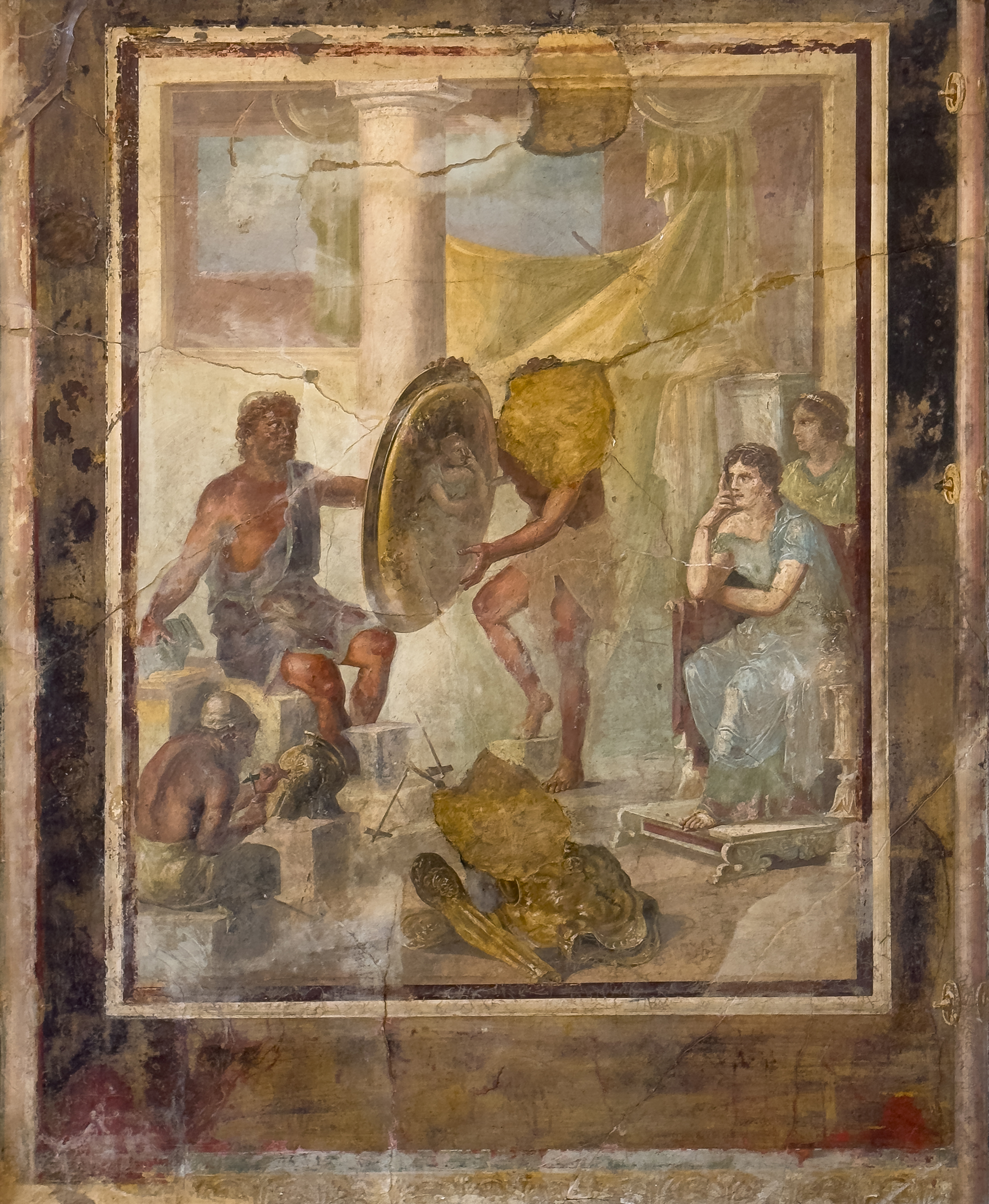
Thetis in der Werkstatt des Hephaistos

Bei der Casa di Paccius Alexander (Haus des Paccius Alexander) handelt es sich um ein Wohnhaus in Pompeji (IX.1.7). Das Haus war 1853, 1856 und 1866 Ziel von Ausgrabungen.

## Beschreibung
Die eher kleine Casa di Paccius Alexander, die einst zweistöckig war, hat ein Atrium, das über einen langen Korridor erreicht werden kann. Im Atrium befanden sich einst Malereien im 3. Stil, die heute fast vollkommen vergangen sind. An einer Wand steht ein Lararium, das durch seine reichen Stuckaturen auffällt. Es gibt nur drei angrenzende Räume. Einer von ihnen zeigt aufwendige Malereien im 4. Stil, die noch heute leidlich gut erhalten sind, da der Raum modern überdacht wurde. Ein Wandgemälde zeigt Thetis in der Werkstatt des Hephaistos. Das Bild befindet sich heute im Archäologischen Nationalmuseum Neapel (Inv. Nr. 9529).

## Galerie

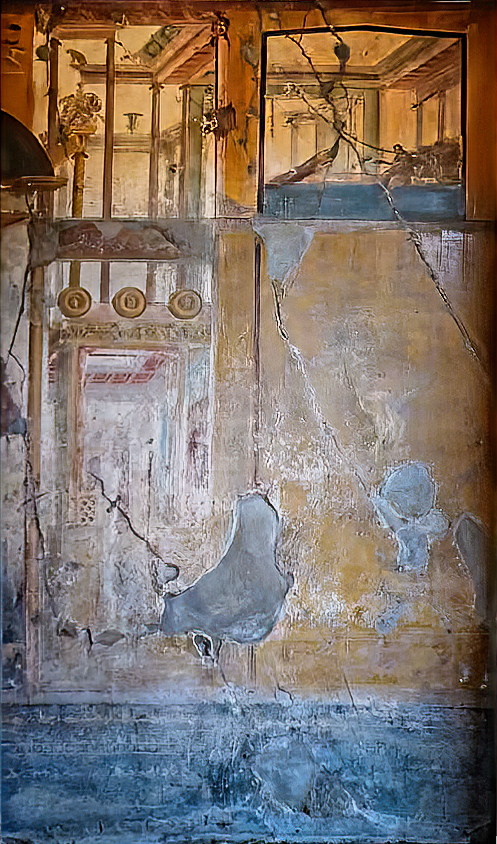
Malerei im 4. Stil
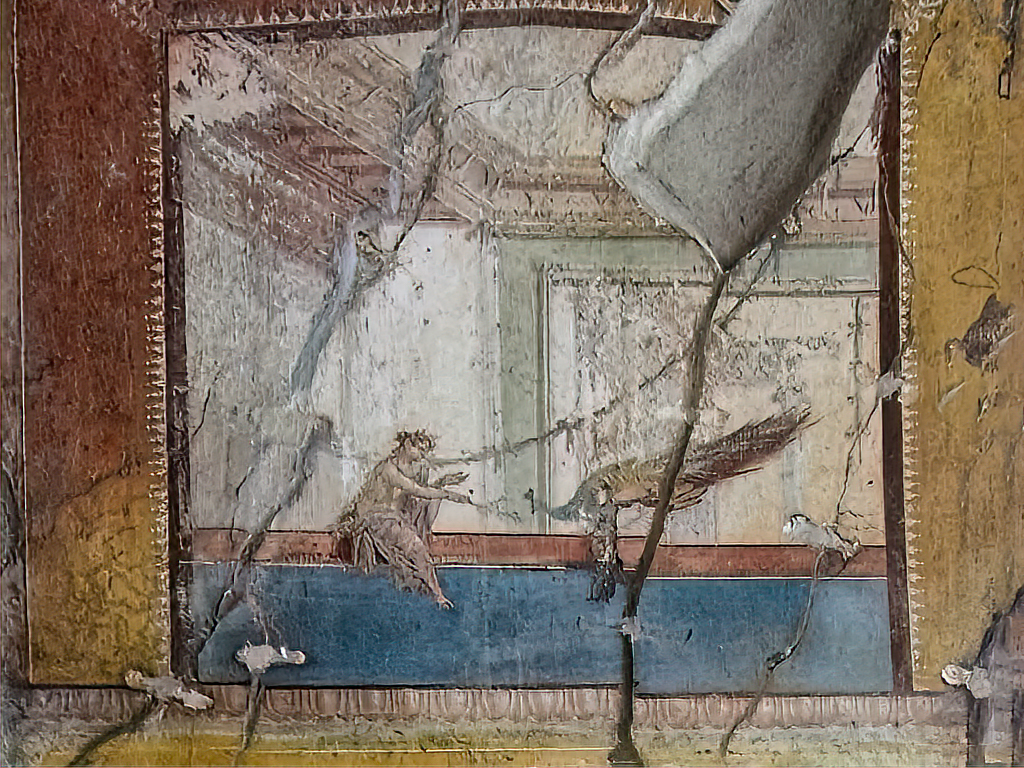
Malerei im 4. Stil, Detail
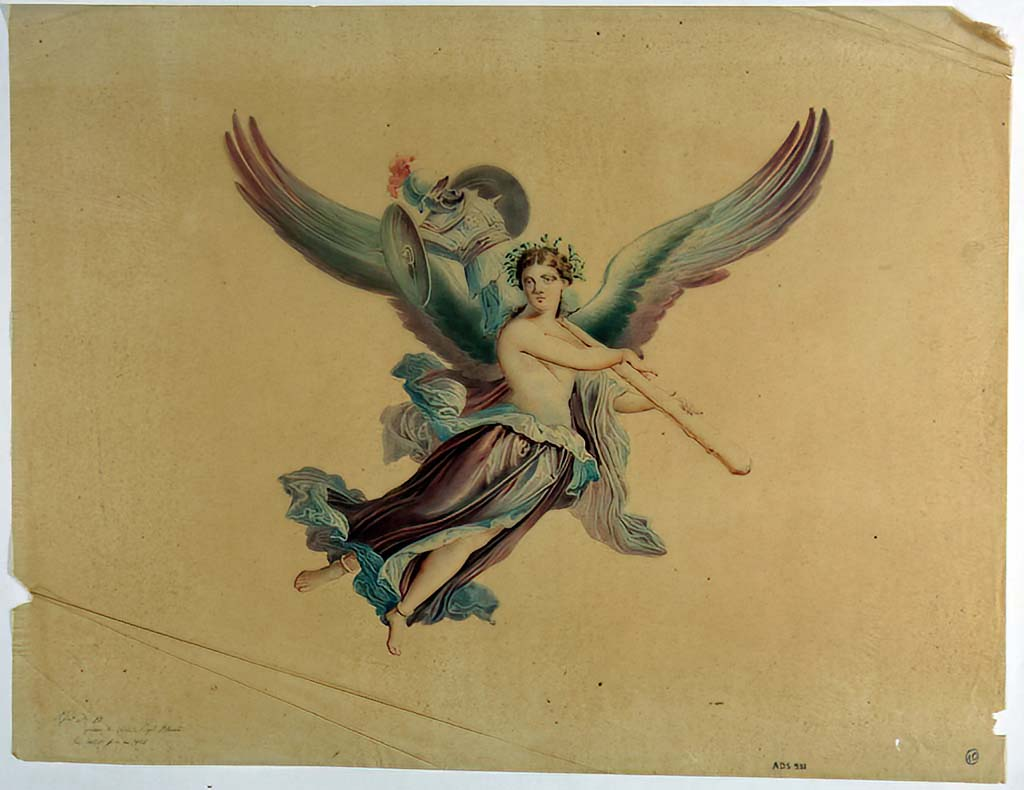
Nike
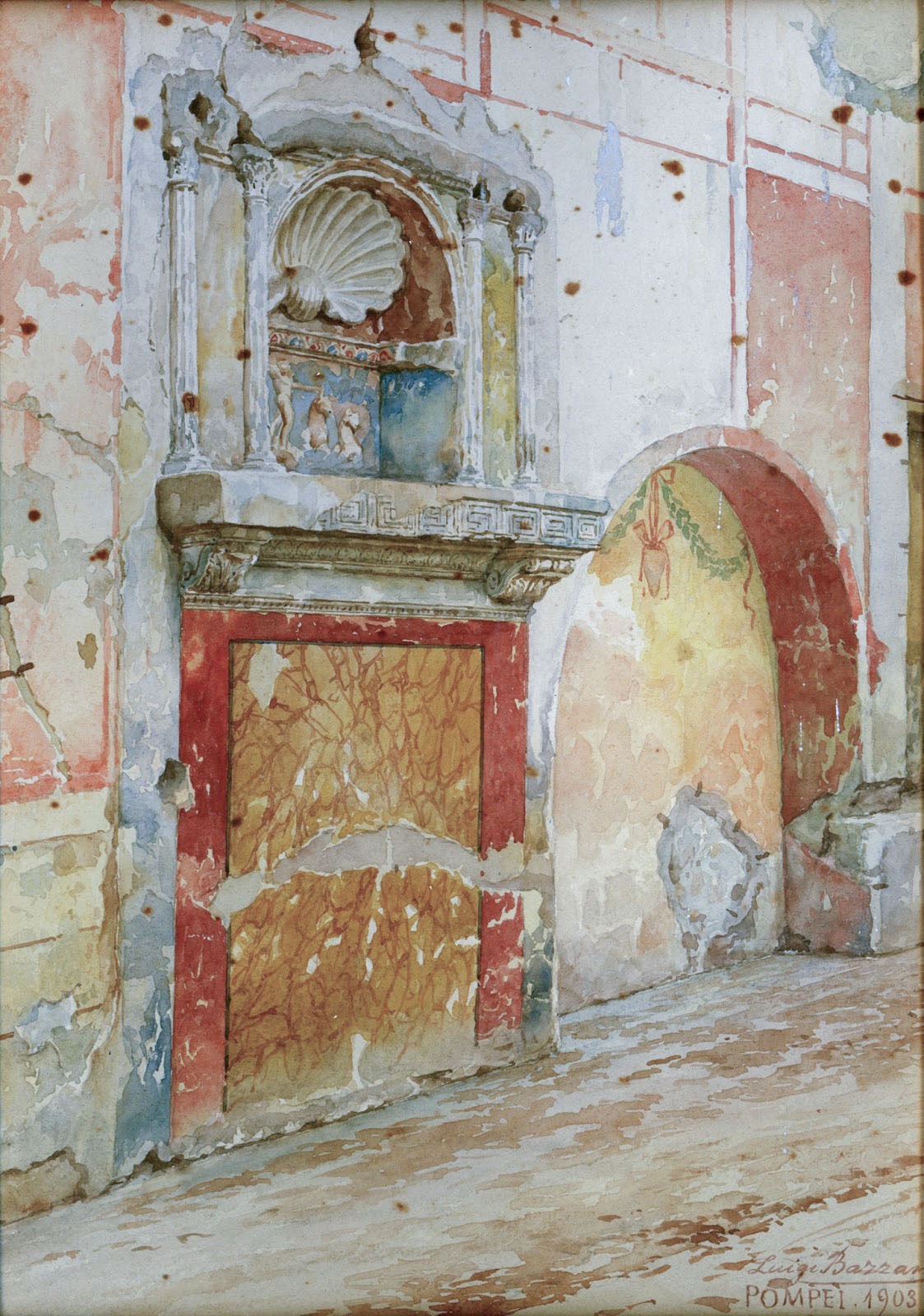
Lararium
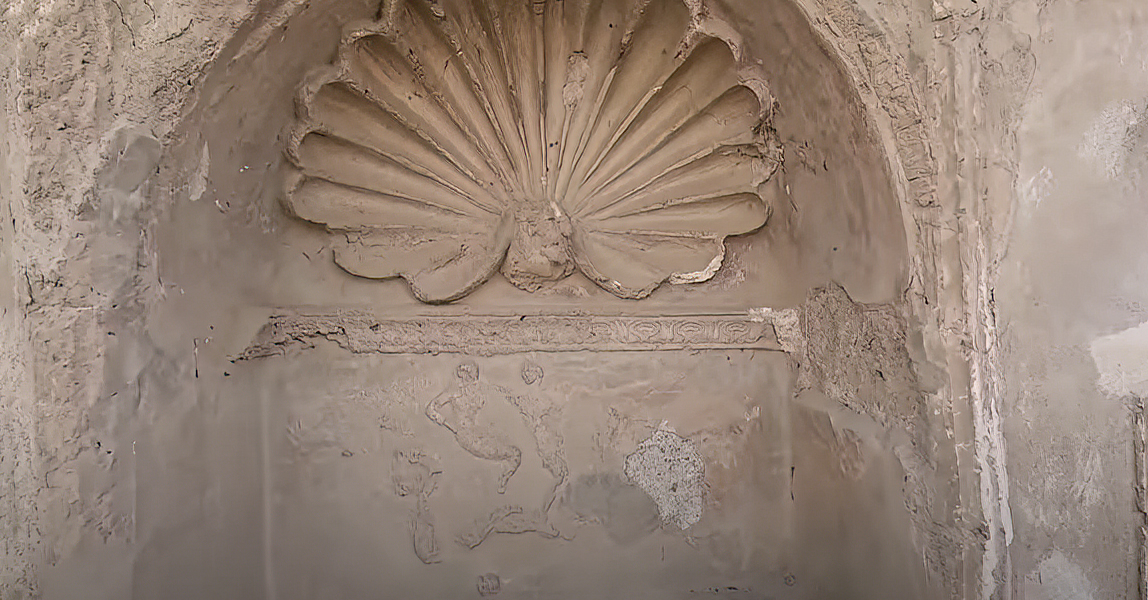
Lararium, Detail